# 크리스티아노 루파텔리
크리스티아노 루파텔리(이탈리아어: Cristiano Lupatelli, 1978년 6월 21일, 페루자 ~ )는 골키퍼로 뛰었던 이탈리아의 전 축구 선수이다. 그는 벗겨진 머리와 구레나룻, 염소수염으로도 유명하다.

## 클럽 경력
루파텔리는 세리에 A 2000-01 시즌 로마에 있는 동안 스쿠데토를 얻었다. 로마 유스팀 출신인 루파텔리는 리그 경기에서 12경기에 출전하는데 그쳐, 키에보로 보내졌다. 그는 30억 리라에 공동 소유 계약으로 팔렸다. 2003-2004 시즌에 그는 90만 유로에 이반 펠리촐리의 백업 키퍼로 로마에 돌아왔다.
2004년 여름에 그는 피오렌티나와 자유 계약으로 이적하였다.
루파텔리는 2004-2005 시즌 정기적인 출전을 하였지만, 세바스티앵 프레이 (2005년 이후), 보그단 로본츠 (2006-2007), 블라다 아브라모브 (2007년 이후)가 오고난 이후에 그는 서드 키퍼가 되었고 2005-2006 시즌 프레이 이적료의 일부로서 파르마에 임대를 갔다.
파르마에서 임대 생활을 하던 도중 시즌 중반에 마테오 구아르달벤과 교환되었다.
2008년 9월 그는 페데리코 마르케티의 백업 선수로서 칼리아리에 자유 계약 신분으로 이적하였다,
2010년 7월 1일 그는 자유 계약 신분이 되었고 2010-2011 프리시즌 캠프에 그를 부르지 않았다. 2010-2011 시즌 그는 에밀리아노 비비아노의 백업 선수로서 볼로냐에 자유 계약 신분으로 이적하였다.
2011년 7월 8일 볼로냐에서 방출된후, 제노아에 자유 계약 신분으로 입단하였지만 그는 또 다시 프레이의 백업 선수였다.
2004년 여름에 그는 피오렌티나에 자유 계약 신분으로 입단하였다.